# Castello di Rivasso
Il castello di Rivasso è una fortificazione sita nell'omonima frazione del comune italiano di Agazzano, in provincia di Piacenza. Si trova sulle ultime ondulazioni collinari della val Luretta, in prossimità della pianura Padana.

## Storia
Non si hanno notizie storiche riguardanti l'edificazione e la successive vicende del castello. Alcune mappe del complesso compaiono all'interno di un rogito redatto nel settembre 1793 dal notaio piacentino Pasquale Perini avente come oggetto la suddivisione di alcune proprietà poste nei territori piacentino e parmense tra il conte commendatore Ranuccio Anguissola Duglas Scotti di Rivergaro e il suo omonimo, marchese capitano Ranuccio Anguissola Duglas Scotti di Grazzano.
Nella seconda metà del XX secolo l'edificio principale risultava di proprietà del signor Raffi, mentre la torretta apparteneva ai coniugi Anita Magnani e Alfredo Cignatta.

## Struttura
La costruzione fortificata presenta una forma che ricorda una U; il corpo principale, a pianta rettangolare e realizzato in mattoni, è caratterizzato da una porta di accesso sul lato occidentale, dove sono presenti anche i resti di alcune finestre a sesto acuto, nonché alcune finestrelle poste al di sotto della linea del tetto. Al corpo di fabbrica principale è collegato, per mezzo di un corpo più basso e di un voltone, un secondo edificio, più basso e dotato sul lato esterno di mura scarpate. All'interno di questa costruzione, al piano terra, sono presenti i resti di alcuni archi a tutto sesto.
Ad est dell'edificio, separata da esso dalla strada, si trova una torretta ottagonale alta circa 10 m, realizzata in laterizio e dotata di un arco a pieno centro sul lato meridionale.